# Mr. Queen
Mr. Queen er en sydkoreansk tv-drama/serie på 20 episoder. Hovedrollerne spilles af henholdsvis Shin Hye-sun (Kim So-yong) og Kim Jung-hyun (Yi Won-beom).